# Giuliana Poletti
Giuliana Poletti Corrales (Assunção, 30 de setembro de 2000) é uma jogadora de vôlei de praia paraguaia.

## Carreira
Começou a jogar voleibol no Colégio Internacional de Assunção e participou em 2014 de um concurso de beleza na instituição e foi nomeada a primeira princesa do nível básico (fundamental), em 2015, defendia as cores do Club Deportivo Alemán.No voleibol de quadra (indoor) disputou pela seleção nacional a edição do Campeonato Sul-Americano Infantil (Sub-16) de 2015 em Tarapoto, edição na qual foi capitã da equipe e terminou na sétima posição.
Em 2015, fez parte da seleção paraguaia de praia com Maria Janina Ocampos e Diana Mereles e competiram na II edição do Campeonato Mundial Escolar de Vôlei de Praia realizado em Aracaju, conquistaram a medalha de bronze e juntas foram terceiras colocadas no circuito paraguaio Sub-23 em 2017 em Assunção. No ano de 2016, estreou no circuito sul-americano na etapa de Assunção ao lado de Cece Fernández e com Romina Édiger na etapa de Santa Cruz de La Sierra, em ambas oportunidades finalizaram na décima terceira posição.
Em 2017, formou dupla com Patricia Caballero e conquistaram o terceiro lugar na primeira etapa do circuito paraguaio e o título na segunda etapa e  também na terceira etapa em Assunção e nesta mesma sede terminaram com o terceiro lugar na última etapa , juntas atuaram na quadra ao defender o Club Deportivo Internacional na final do torneio clausura no mesmo ano, e no circuito paraguaio Sub-21 de 2017  estava ao lado de Laura Ovelar, conquistaram o título da etapa de Assunção  e conquistaram a medalha de ouro no Jogos Sul-Americanos da Juventude de 2017 em Assunçãoe disputaram os Jogos Bolivarianos de 2017 em Santa Marta,depois, ao lado de Michelle Valiente disputou o Mundial Sub-21 em Nanquim e finalizaram na nona posição.
Em 2018, esteve com Laura Ovelar na etapa do circuito sul-americano em Cañete e terminaram na décima terceira posição, disputou com Romina Édiger o qualificatório sul-americano para os Jogos Olímpicos de Verão da Juventude de 2018 e conquistaram a vaga com o segundo lugar na etapa em, Cochabamba e disputaram os referidos jogos sediados em Buenos Aires, quando finalizaram na décima sétima posição, com Gabriela Filippo conquistou o título na etapa do circuito paraguaio em Assunção.. Na quadra foi campeã  nacional de 2018 pelo Deportivo San José.
Em 2019, disputou o circuito sul-americano ao lado de Karina Morel Bejarano na etapa de São Francisco do Sul e terminaram na quinta posição , depois, com Gabriela Filippo terminaram na nona posição.Com Michelle Valiente competiu nos Jogos Sul-Americanos de 2019 sendo eliminadas nas quartas de final, e ao lado de Laura Ovelar disputou o Campeonato Mundial Sub-21 de 2019 em Udon Thani.
Na temporada de 2020, no Circuito Sul-Americano em Coquimbo e na etapa de Lima esteve com Erika Mongelós, prosseguindo em 2021 com Laura Ovelar conquistando o título na fase da Continental Cup e o terceiro lugar na Final Continental Cup, ambas em Assunção, também com Maria Janina Ocampos terminaram na quarta posição nas etapas qualificatória para os Jogos Pan-Americanos Júnior em Assunção. Com Erika Mongelós iniciou a jornada de 2022,  disputaram o Circuito Espanhol e terminaram em segundo lugar na etapa de Ribadesella e e terceiro posto em Madrid, ainda disputaram o Mundial de Roma, também juntas foram vice-campeãs em San Juan (Argentina) e terceiro em Montevidéu, depois, ao lado de Laura Ovelar conquistou a medalha de prata nos Jogos Sul-Americanos de 2022.
De 2020 a 2023, foi estudar nos Estados Unidos, na Texas A&M University–Corpus Christi, representando o time Islanders, formando dupla com Brooke Pertuit.Em 2023, esteve com Fiorella Núñez no Finals CSV em Uberlândia e terminou na quinta posição, em seguida retomou a dupla com Laura Ovelar e terminaram na nona posição na V edição dos Jogos Sul-Americanos de Praia de 2023 em Santa Marta, obtiveram o terceiro lugar no circuito eslovaco na etapa de Ružomberok, terminaram na décima terceira posição no Future de Baden e o quarto lugar na etapa de Lima do circuito sul-americano.

## Títulos e resultados
- Future de Battipaglia do Circuito Mundial de 2024
- Future de Cervia do Circuito Mundial de 2024
- Etapa de Santo Ângelo do Circuito Sul-Americano de 2023-24
- Etapa de Rancagua do Circuito Sul-Americano de 2023-24
- Etapa de San Juan (Argentina) do Circuito Sul-Americano de 2022
- Etapa de Montevidéu do Circuito Sul-Americano de 2023-24
- Etapa de Cochabamba do Circuito Sul-Americano de 2023-24
- Etapa de Montevidéu do Circuito Sul-Americano de 2022
- Etapa de Ribadesella Circuito Espanhol de 2022
- Etapa de Madrid Circuito Espanhol de 2022